# Orzeczenie (językoznawstwo)
Treść tego artykułu należy opracować w taki sposób, aby nie uwypuklała nadmiernie polskiej specyfiki / aby nie zawężała się tylko do polskich warunków
Dokładniejsze informacje o tym, co należy poprawić, być może znajdują się w dyskusji tego artykułu.
 Po wyeliminowaniu niedoskonałości należy usunąć szablon {{Dopracować}} z tego artykułu.
Orzeczenie – w składni – część zdania, która wyraża czynność podmiotu.
Najczęściej jest wyrażone osobową formą czasownika (jest to wtedy tzw. orzeczenie czasownikowe), np. Jego żona biega codziennie. Po długiej, męczącej podróży doszliśmy do celu wyprawy. Orzeczenie wyrażone jednym czasownikiem nosi nazwę orzeczenia prostego.

## Sposób wyrażania orzeczenia
Najczęściej orzeczenie wyraża się jednym czasownikiem. Może jednak być również formą złożoną – przykładem jest tu orzeczenie imienne, np. Ta kobieta jest dyrektorem. W gramatyce języka polskiego części takiego orzeczenia nazywa się łącznikiem i orzecznikiem.
Orzeczenie może być wyrażone zarówno przez stronę czynną, jak też przez bierną i zwrotną: Maciek myje siostrzyczkę. Maciek jest myty przez tatę. Maciek myje się.
Orzeczenie może być stałym związkiem frazeologicznym: Mamy na uwadze obecne trudności.
Między podmiotem a orzeczeniem zachodzi związek zgody. W zdaniach bezpodmiotowych, przy zastosowaniu podmiotu logicznego (np. Przybywa kłopotów., Zostało jeszcze wiele do zrobienia.), orzeczenie przyjmuje postać 3. osoby liczby pojedynczej.
Z formalnego punktu widzenia, aby można mówić o istnieniu zdania, konieczna jest w nim obecność orzeczenia. Wypowiedzenia, w których nie ma orzeczenia, ale można je wprowadzić, to równoważniki zdań. Wypowiedzenia niezawierające orzeczenia, w których nie da się go wprowadzić to oznajmienia informatywne (informatywy) dzielące się na zawiadomienia i wykrzyknienia.

## Rodzaje orzeczeń
Wyróżnia się następujące rodzaje orzeczeń:
- orzeczenie czasownikowe – np. Gosia idzie do sklepu.
- orzeczenie imienne, składające się z dwóch części: łącznika (wyrażonego osobową formą być, stać się oraz zostać) oraz orzecznika (wyrażonego dowolną samodzielną częścią mowy oprócz czasownika np. zawodnik ten został mistrzem świata.)
- orzeczenie modalne, składające się z czasownika modalnego, np. Potrafię pływać.
- orzeczenie peryfrastyczne, np. wychodzić za mąż. W tego typu orzeczeniach znaczenia czasownika nie wolno traktować dosłownie[8].
- orzeczenie eliptyczne, w którym opuszcza się łącznik "jest", charakterystyczne dla poezji[5]: dom mieszkalny (jest) niewielki, lecz zewsząd chędogi
- orzeczenie wykrzyknikowe, w którym rolę orzeczenia pełni wyraz dźwiękonaśladowczy lub inny wykrzyknik[9]: Para buch, koła w ruch!